# Окультна чи точна наука?
«Окультна чи точна наука?» (англ. Occult or Exact Science?) — стаття Олени Блаватської, опублікована двома частинами у квітні й травні 1886 року в теософському журналі «Теософіст». Увійшла в 7-й том «Зібрання творів» автора[⇨].

## Дослідження вмісту

### Про безсилля науки
Арнольд Калнітський писав, що в XIX столітті на Заході було три загальновизнаних області знання: наука, релігія та філософія. Незважаючи на їх відмінність, передбачалося, що вони — самі надійні і авторитетні джерела знання, здатні дати фундаментальне уявлення про дійсність. Блаватська ж вважала, що, хоча всі ці категорії мають як екзотеричну, так і езотеричну сторону, домінуючий світогляд західного суспільства був повністю екзотеричним, в той час як езотерична орієнтація, на її думку, була більш розумною і тому такою, що заслуговує суспільного схвалення.
На початку своєї статті Блаватська констатує відмінність між «сучасною наукою» і «езотеричної наукою», стверджуючи, що методологія останньої є кращою, тому що вона тримається на більш загальної і міцній основі.
«Кожне нове відкриття сучасної науки підтверджує істини, проголошувані древньої філософією. Істинному окультисту невідомі такі наукові проблеми, які не могла б вирішити езотерична наука за умови правильного підходу до неї».
Таким чином, Блаватська розглядає сучасну науку як окремий випадок, або варіант, «древньої філософії», котра, як синтезуючий світогляд, включає в себе «езотеричну науку». Це позиція «істинного окультиста», який впевнений у вирішенні будь-якої проблеми при належному використанні езотеричної методології.
Блаватська критикує перспективи сучасної науки, не погоджуючись з твердженням, що влада над матерією є реальною науковою задачею. Вона вважає, що заміна слова «матерія» на термін «дух» була б тут доречна. Потім вона хоче показати, що знання тільки матерії мало для цілей справжньої науки, бо це не дозволяє адекватно пояснити навіть найпростіші явища природи. Блаватська зазначає, що добре відомі громадськості спіритичні явища показують необхідність перегляду стереотипних оцінок. Вона стверджує, що існує інша форма «докази» існування екстрасенсорних здібностей, наводячи приклади, коли прийом наркотичних засобів нібито дозволяв демонструвати такі здібності.
Вона пише:
Без сумніву, можливості людської фантазії великі; і навряд чи хтось засумнівається в тому, що навіть самий здоровий людський мозок не застрахований від ілюзій і галюцинацій, короткочасних або довготривалих, що виникають в силу природних причин або викликаються штучно. Але, крім цих «аномальних» явищ, все-таки існують ще й природні феномени; і цей факт поступово починає проникати навіть в академічні вчені мізки.
Визнаючи потенційні «помилки», властиві уяві, і ненадійність «ілюзій і галюцинацій», Блаватська все ж намагається отримати «марку легітимності» з авторитетних наукових джерел, які можуть підтвердити, що екстрасенсорні здібності дійсно існують. Це було в теософії постійної метою, хоча і неявній, і вона завжди супроводжувалася недовірою до наукового підходу. З одного боку, Блаватська дає привід для примирення з вченими, а з іншого — продовжує їх звинувачувати. Наступні її слова демонструють бажання показати, що наукове підтвердження екстрасенсорного сприйняття цілком можливо:
«Феномени гіпнозу, телепатії та викликання відчуттів [на відстані], часто пересічні один з одним в процесі свого окультного прояви в нашому феноменальному світі, нарешті змогли залучити до себе увагу деяких великих вчених».
Блаватська демонструє подвійний підхід у своїй інтерпретації таких явищ, розрізняючи «їх окультне існування» і їх прояв «у нашому феноменальному світі». Мабуть, це означає, що існує ноуменальна сфера реальності, яка є основою феноменального світу. Крім того, твердження, що «деякі великі вчені» проявили інтерес до різних форм ЕСС, очевидно, свідчить про те, що більшість учених не зацікавилося цим, і що широкого поширення загальновизнаній точки зору на їх природу не відбулося. Зокрема, вона критикує висновки доктора Шарко і деяких інших вчених Франції, Англії, Росії, Німеччини та Італії, які «досліджували, експериментували та теоретизували» протягом більше п'ятнадцяти років.
«Все, що вони змогли запропонувати широкій публіці, яка прагне пізнати справжню, внутрішню природу цих феноменів, причину, яка їх породжує, та їх справжній генезис, це те, що надчутливі люди, що виробляють зазначені феномени, всі поголовно страждають істерією! Що всі вони — психопати та невротики; і це — єдина, чисто фізіологічна причина, що викликає все нескінченне різноманіття зазначених феноменальних проявів».

### Про рамки наукового методу
Вчені, які намагаються досліджувати спірні паранормальні явища, виявляються в ситуації цілковитого безсилля не зі своєї вини. У них просто немає відповідного набору концептуальних «інструментів» для правильного підходу до цих явищ. Без попереднього ознайомлення з окультними принципами й прийняття хоча б як робочої гіпотези поняття про тонкі світи природи наука не в змозі виявити істинну глибину й масштаб універсальних законів, що лежать в основі всіх космічних процесів. Ортодоксальні вчені-матеріалісти обмежені рамками своїх дисциплін, і тому їм потрібна нова орієнтація на основі залучення окультних знань. Проте, на думку Блаватської, навіть визнавши законність окультної гіпотези, вони не зможуть довести свої дослідження до кінця.
«Це означає, що, досягнувши в своїх експериментах певної межі, вони необхідно повинні зупинитися й оголосити своє завдання повністю виконаним, передаючи тим самим подальше вивчення феноменів в руки трансценденталистів і філософів».
Звертаючись до розгляду суперечливих думок з приводу паранормального досвіду, Блаватська говорить, що наукове визнання гіпотези про сутність психічних явищ не виключається, але неминуча дискусія про причини, що викликають їх. Вона стверджує також, що теософську позицію відстояти важче, ніж спіритичну, тому що теософи категорично відкидають як матеріалістичну теорію, так і віру в духів, що представлена в традиційному спіритуалістичному підході. Блаватська класифікує спіритів як «ідеалістів», а вчених — як «матеріалістів», повністю переконаних у тому, що сучасна наука може відповідно або підтвердити, або спростувати достовірність «царства духів». Але ті, хто вірить у здатність науки прийняти окультні уявлення, буде розчарований, тому що її сучасна методологія просто не дозволяє це зробити.
«І поки сучасна наука не буде повністю перебудована, вона не зможе витягти для себе користь з окультних навчань, оскільки тлумачити окультні феномени, використовуючи виключно традиційні наукові методи, раз в десять складніше, ніж знайти розумне пояснення феноменальним проявам чисто спіритуалістичного характеру».
Блаватська вважає, що сучасні наукові методи повинні бути переосмислені й реконструйовані, щоб стало можливим вивчення явищ, які не можуть бути адекватно пояснені з позицій матеріалізму. Вона висловлює своє розчарування у зв'язку з таким станом справ, сумніваючись в досягненні будь-якого прогресу. Після десяти років уважного спостереження за дискусією вона не вірить в можливість об'єктивного й неупередженого дослідження паранормальних явищ, не кажучи вже про реальний перегляд усталених наукових поглядів і прийняття більш адекватної окультної теорії. Ті деякі вчені, котри могли б повірити в справжність таких явищ, не сприймають гіпотези, що виходять за рамки спіритичних уявлень. Навіть відчуваючи сумніви в істинності матеріалістичного світогляду, вони не в змозі перейти від спіритизму до окультної теорії. При дослідженні незрозумілого боку природи їх повага до традиційної наукової ортодоксії завжди переважає над їх особистими поглядами. Таким чином, на думку Блаватської, необхідною умовою об'єктивності є зміна переконань і неупередженість.
Розглядаючи методологію науки, Блаватська розуміє, що індуктивний підхід, заснований на даних, що поставляються фізичними почуттями, не може адекватно забезпечити надійний спосіб дослідження аномальних явищ.
«Наука (я маю на увазі західну науку) теж зобов'язана дотримуватися певних принципів. Вона пишається своєю здатністю виробляти спостереження та аналіз і робити на їх основі висновки та укладення. Тому, коли в її поле зору потрапляє який-небудь аномальний феномен, вона зобов'язана розкласти його повністю по поличках або ж зовсім відмовитися від нього. Причому проводити свої дослідження вчені можуть тільки відповідно до обов'язкових для них індуктивних методів, заснованих насамперед на свідченнях фізичних почуттів».
Визнаючи науковий метод дослідження й всі труднощі його застосування до аномальних явищ, Блаватська зазначає, що в деяких випадках вчені, будучи не в змозі самостійно пояснити феномени, що знаходяться за межами їх знань, звертаються в поліцію. Вона пише, що, наприклад, у Лудені, Морзіні, Сейлемі та в інших місцях у ситуації, що виникають у зв'язку з неадекватним розумінням психічних явищ, втручалися органи місцевої поліції. І при цьому, каже вона, тільки в небагатьох випадках проводиться об'єктивне розслідування. Найчастіше ж свідчення очевидців не приймаються до уваги, достовірними визнаються тільки доводи критиків, тому що вважається, що вони захищають встановлені наукові принципи.

### Проти етики матеріалістів
Плоди матеріалістичного наукового світогляду, досягаючи сфери практичних інтересів людей, формують їх етику. Блаватська бачить прямий логічний зв'язок між вірою в бездушний механістичний всесвіт і тим, що видається їй як суто егоїстичне ставлення до життя.
«Теоретична матеріалістична наука не визнає нічого, крім матерії. Матерія — її святиня, її єдиний Бог». З іншого боку, нам кажуть, що практичний матеріалізм не цікавиться нічим іншим, крім того, що прямо або побічно спрямоване на досягнення особистого блага. «Золото — його ідол», — справедливо зазначає професор Бутлеров (спіритуаліст, який, втім, ніколи не визнавав навіть найелементарніші окультні істини, тому що «не міг їх зрозуміти»). «Згусток матерії, — додає він далі, — улюблена субстанція теоретичних матеріалістів — перетворився в нечистих руках етичного матеріалізму в згусток бруду. І якщо перші надають лише дуже невелике значення тим внутрішнім (психічним) станам людини, які недостатньо виразно проявляють себе в зовнішньому світі, то останній взагалі ігнорує будь-які внутрішні стані життя... Духовний аспект життя не має ніякого значення для практичного матеріалізму, оскільки світ обмежується для нього виключно зовнішньої своєї стороною. Схиляння перед зовнішніми явищами отримало найбільш вичерпне обґрунтування саме в догмах матеріалізму, який його узаконив».
Блаватська недвозначно висловлює своє крайнє презирство по відношенню до цінностей «практичних матеріалістів». Вона критикує ідейні основи теоретичного матеріалізму і його ігнорування духовної складової реальності. Це відраза до повної бездуховності матеріалізму відображає її «беззастережно гностичну» етичну позицію. Матеріально-тілесні й егоїстичні інтереси не сумісні з ідеалізованим світом духу й трансцендентальної метою містичного просвітління. Практичні матеріалісти, навіть ті, котрі сповідують дотримання морального кодексу, не перестають бути «етичними матеріалістами». На думку Калнітського, радикальний «гностичний дуалізм» Блаватської не допускає компромісів або інших варіантів. Таким чином, езотеричне бачення реальності вона вважає єдиною життєздатною альтернативою.
У XIX столітті наука розглядалася на Заході як домінуюча категорія знань, тому для теософів вона була не стільки ворогом, скільки потенційним союзником. Однак стереотипи матеріалістичного мислення були одним з основних перешкод на шляху до езотеричного подання реальності. Таким чином, при кожному зручному випадку Блаватська намагалася розвінчати те, що, як вона відчувала, було для теософії чужим і помилковим. Це означало кинути виклик багатьом з основоположних принципів, які підтримували матеріалістичну основу науки. Проте, нейтральний і об'єктивний підхід науки до аналізу фактів здавався теософам тим, котрий заслуговує на довіру. Прагнення Блаватської застосувати такий підхід до розгляду паранормальних і містичних явищ мало на меті: домогтися легітимності та суспільного визнання теософії.
Скептична позиція, зайнята Блаватської щодо матеріалістичної науки, була мотивована її обуренням з приводу ігнорування вченими духовного виміру реальності. З іншого боку, твердження, що духовні істини можуть бути доведені з наукової точки зору, було постійною темою заяв Блаватської. Зусилля теософів були спрямовані на легітимацію всіх форм екстрасенсорного та містичного досвіду.

## Критика
У своїй статті Блаватська намагається захистити концепцію екстрасенсорного сприйняття. Соловйов писав, що теософія Блаватської заснована всього лише «на припущенні про існування якоїсь таємної мудрості, крупиці якої знаходяться в містиків всіх часів і народів, але яка в цілості зберігається якимсь за-гімалайським братерством», і охарактеризував її як доктрину не тільки «антирелігійну» і «антифілософську», але і «антинаукову».
У 1912 році «Католицька енциклопедія» охарактеризувала ставлення теософії Блаватської до науки так:
«Сучасна теософія претендує на титул науки: її вчення-де є продуктом думки, їх джерело є свідомість, а не якесь там божественне одкровення. <...> Схоже, вона являє собою дивну суміш містики, шарлатанства та безплідних домагань на те, щоб висловити своє вчення в словах, які одночасно відображають дух християнської етики й сучасної науки».

## Публікації
- Occult or Exact Science? (I) // The Theosophist : журнал. — Adyar : Theosophical Publishing House, 1886. — Vol. 7, no. 79 (April). — P. 422—431.
- Occult or Exact Science? (II) // The Theosophist : журнал. — Adyar : Theosophical Publishing House, 1886. — Vol. 7, no. 80 (May). — P. 481—494.
- Occult or Exact Science? // Collected Writings / під ред. B. De Zirkoff. — Wheaton, Ill : Theosophical Publishing House, 1956. — Т. 7. — P. 55—90.
- Оккультная или точная наука? // Скрижали кармы / пер. с англ. К. Ю. Бурмистрова. — М. : МЦФ, 1995. — 512 с. — (Е. П. Блаватская) — 20000 прим. — ISBN 5-88483-004-1.
- Оккультная или точная наука? // Эликсир жизни. — М. : Сфера, 1998. — С. 129—176. — (Белый Лотос)
- Оккультная или точная наука? // Феномен человека. — М. : Сфера, 2004. — 480 с. — (Е. П. Блаватская потомкам) — ISBN 5939751466.